# Grand Theft Auto: London, 1969
Grand Theft Auto: London, 1969 is een uitbreiding van Grand Theft Auto en het tweede spel dat van GTA-reeks werd uitgebracht.
Het spel werd op 29 april 1999 door DMA Design (nu Rockstar North) uitgegeven. Het uitbreidingspakket dat hier weer overheen gaat is Grand Theft Auto: London, 1961.
Het spel speelt zich af in Londen in het jaar 1969. Het doel is opklimmen in de criminele hiërarchie.

## Personages
- Harold Cartwright = Harold Cartwright is de eerste crimineel in het spel.
- Jack Parkinson = Jack Parkinson is een lid van de Crisps Twins.
- Albert Crips = Albert Crips is een van de twee Crips Twins. Hij voert het woord voor beiden, aangezien zijn broer Archie nooit een woord zegt.
- Archie Crips = Archie Crips is een van de twee Crips Twins hij laat zijn broer Albert het woord voor hem doen, en heeft zo lang als zijn verwanten zich kunnen herinneren geen woord gezegd.
- Terry Dorkins = Terry Dorkins is een handlanger van de Crisps Twins. Dorkins geeft je enkele missies namens de Crisps Twins.